# 川野夏実
川野 夏実（かわの なつみ、女性、1993年6月30日 - ）は、日本の元プロレスラー。神奈川県横浜市出身。

## 所属
- NEO女子プロレス（2009年 - 2010年）
- REINA女子プロレス（2011年）

## 経歴・戦歴
2009年
- 12月31日、NEO女子プロレス・後楽園ホールにおける勇気彩戦でデビュー。

2010年
- 5月5日、NEO女子プロレス退団。

2011年
- 4月2日、同期で一足先に復帰していた石橋葵とともにREINA女子プロレスに参加。
- 5月8日、REINA新宿FACE大会で復帰。植松寿絵と対戦。
- 6月16日、以前より右膝が思わしくないため退団。当日のブログで引退を表明。